# Ахтме
А́хтме (эст. Ahtme) — один из шести городских районов города Кохтла-Ярве в Эстонии, расположенный в 10 км к юго-востоку от центральной части города и непосредственно к югу от города Йыхви.

## История
Ахтме был самостоятельным городом в 1953—1960 и в 1993—1995 гг.
В районе проживают преимущественно русские. Население района по состоянию на 1 января 2020 года составляет 15 506 человек.  В Ахтме находилась одна из самых больших сланцевых шахт.
До 2013 года в районе работала Ахтмеская ТЭЦ, которую позднее упразднили, а на её месте создали резервную ахтмескую котельную. Отопление в районе сделали за счёт теплотрассы, которую протянули из Ярвеской части в Ахтмескую. Её протяженность составляет 17,4 километра, а стоимость проекта вместе с НСО обошлась в 16 миллионов евро.
По состоянию на 2007 год Ахтме состояло из 5 поселений и микрорайонов: Идла, Пуру, Таммику, Новый Ахтме и Старый Ахтме и планировалось ещё 2: Паргитагузе и Табори. Паргитагузе уже частично построено и заселено.
В 2015 году открылся самый крупный супермаркет в Ида-Вирумаа торговой сети «Maxima» с торговым залом площадью 1900 квадратных метров.
В июне 2022 года была реконструирована центральная площадь Ахтме, стоимость работ превысила два миллиона евро.

## Физико-географическая характеристика
Город располагается в северо-восточной части Ахтмеской (Йыхвиская) возвышенности. Географические координаты города 59°20` северной широты и 27°25` восточной долготы. Ахтме находится приблизительно в 153 км от Таллина и 44 км от Нарвы. С севера город граничит с городом Йыхви.

### Климат
Так как Йыхви и Ахтме граничат друг с другом, то и климатические показатели у них схожи.
- Среднегодовая температура воздуха — 4,7 °C[12]
- Средняя скорость ветра — 4,2 м/с[13]
- Относительная влажность воздуха — 81 %[14]

| Показатель                                          | Янв.  | Фев. | Март  | Апр.  | Май  | Июнь | Июль | Авг. | Сен. | Окт.  | Нояб. | Дек. | Год  |
| --------------------------------------------------- | ----- | ---- | ----- | ----- | ---- | ---- | ---- | ---- | ---- | ----- | ----- | ---- | ---- |
| Абсолютный максимум, °C                             | 7,4   | 10,6 | 15,9  | 26,0  | 29,4 | 32,1 | 32,2 | 32,3 | 28,1 | 19,7  | 12,7  | 8,2  | 32,3 |
| Средний суточный максимум, °C                       | −3    | −2,8 | 1,3   | 8,4   | 15,3 | 19,4 | 21,3 | 19,9 | 14,2 | 8,3   | 2,0   | −1,3 | 8,6  |
| Средняя температура, °C                             | −5,6  | −6,2 | −2,2  | 3,7   | 9,9  | 14,4 | 16,4 | 15,0 | 10,0 | 5,1   | −0,2  | −3,8 | 4,7  |
| Средний суточный минимум, °C                        | −9    | −9,4 | −5,6  | −0,3  | 4,3  | 9,0  | 11,1 | 10,3 | 6,0  | 2,1   | −2,7  | −6,7 | 0,8  |
| Абсолютный минимум, °C                              | −34,3 | −36  | −26,8 | −13,9 | −6,5 | −2   | 2,3  | −0,6 | −4,2 | −13,4 | −21,9 | −41  | −41  |
| Норма осадков, мм                                   | 44    | 33   | 34    | 34    | 48   | 66   | 84   | 84   | 64   | 66    | 56    | 51   | 665  |
| Источник: Эстонский гидрометеорологический институт |       |      |       |       |      |      |      |      |      |       |       |      |      |

## Спорт
При Ахтмеской основной школе функционирует футбольное поле с искусственным покрытием, которое весной и осенью является домашней ареной футбольного клуба «Ярве», который выступает в Первой лиге чемпионата Эстонии.
В Ахтмеском спортхолле действует клуб Таэквон-До. Клуб начал свою работу в 2003 году в Москве. В 2007 году директор и главный тренер клуба «КВОН» переехал на постоянное место жительства в Эстонию. Но это не помешало продолжению лучших традиций клуба в Эстонии. Была набрана группа ребят, желающих тренироваться Таэквон-до и с этого момента у клуба началась новая жизнь в Эстонии. Так же клуб «КВОН» признан самым большим в Эстонии по количеству занимающихся (Более 200 человек).
В 2002 году был открыт спортхолл, в котором находится легкоатлетический манеж с тартановым покрытием, четыре круговые беговые дорожки (150 метров), шесть прямых беговых дрожек (50 метров), сектора для прыжков в длину, высоту и для прыжков с шестом, тренажерный зал, зал аэробики с зеркалами и станком.

## Культура
Культурную жизнь района обеспечивает клуб «Ахтме», построенный в 1952 году. В клубе проводят различные районные мероприятия, а также занимаются жители в нескольких творческих коллективах.
В 1994 году начала работу Ахтмеская Школа искусств.